# Jancigny
Jancigny település Franciaországban, Côte-d’Or megyében. Lakosainak száma 153 fő (2022. január 1.). Jancigny Renève, Cheuge, Saint-Sauveur, Talmay és Essertenne-et-Cecey községekkel határos.

## Népesség
A település népességének változása:
| Lakosok száma | 77   | 78   | 87   | 122  | 142  | 143  | 141  | 138  | 143  | 153  |
|               | 1968 | 1982 | 1990 | 2006 | 2013 | 2015 | 2017 | 2019 | 2020 | 2022 |